# قوش قرغون
قوش قرغون (بالروسية: Кош-Коргон)، (باللاتينية: Kosh-Korgon) (بالعربية: قوش قرغون)، قرية في مقاطعة تشوي، في قيرغيزستان. بلغ عدد سكانها حوالي 1،259 نسمة في عام 2009.